# Valcheta

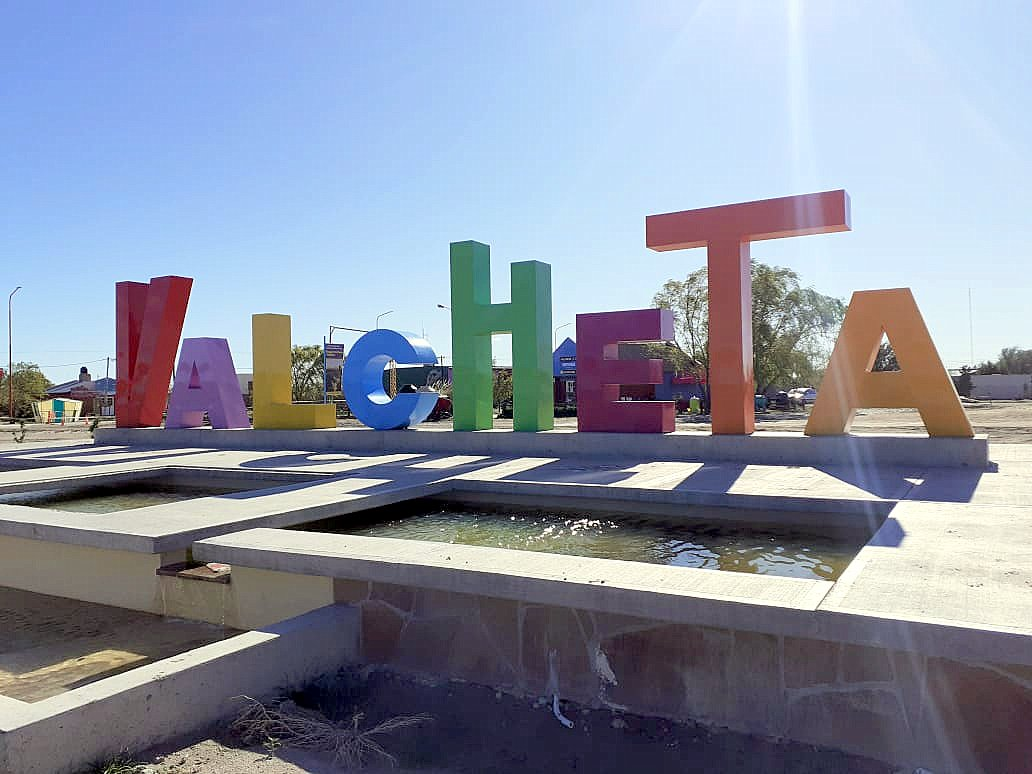
Letreiro em Valcheta.

Valcheta é uma cidade da Argentina, localizada na província de Rio Negro